# Coupe d'Europe de marathon

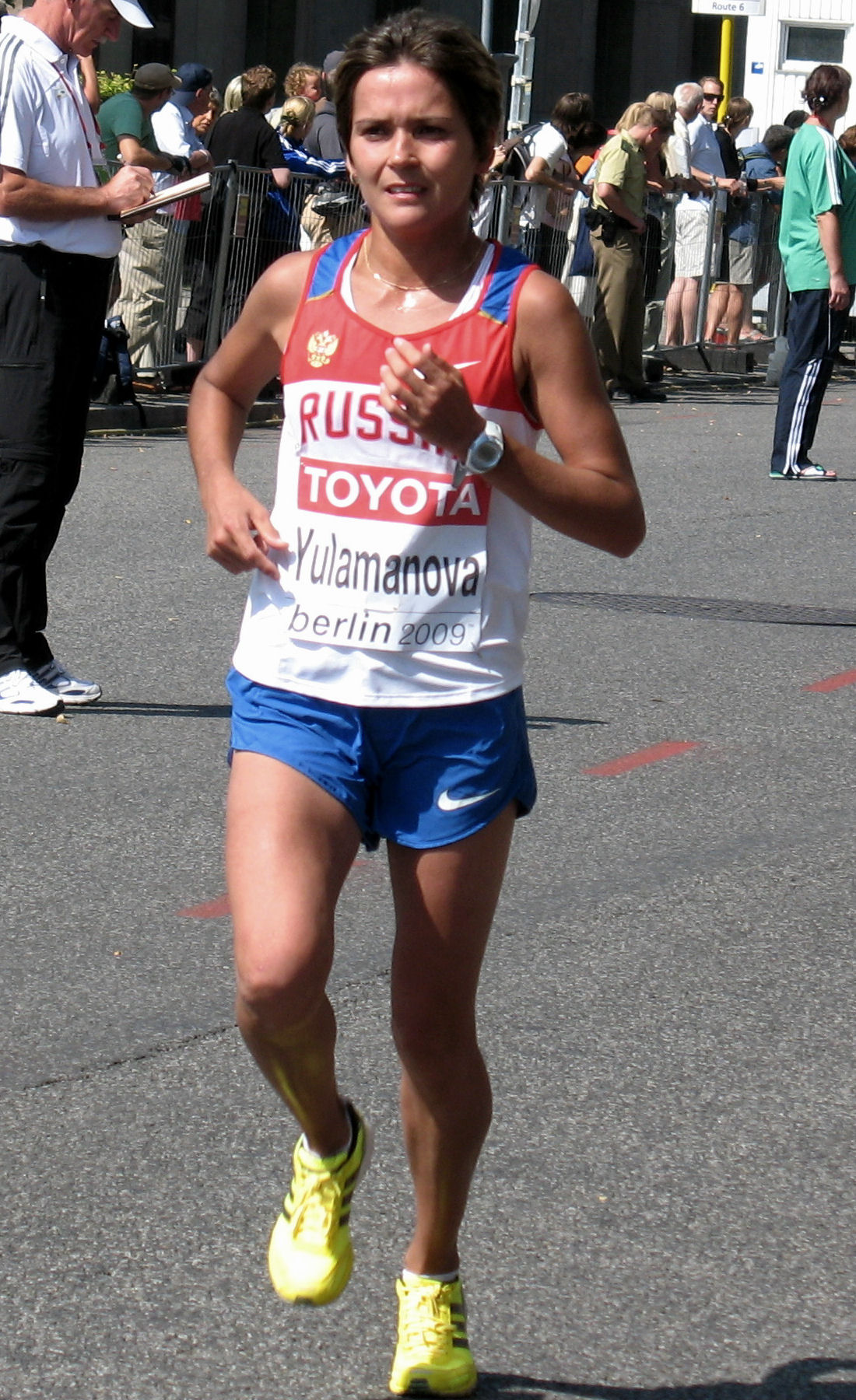
Nailya Yulamanova, gagnante en 2010

La Coupe d'Europe de marathon est une compétition quadriennale par équipes entre nations européennes.
Initialement épreuve indépendante inaugurée en 1981 pour les hommes et en 1985 pour les femmes, la course a été incluse dans les Championnats d’Europe d’athlétisme depuis 1994. Depuis cette date, des médailles individuelles sont prises en compte dans la table des médailles des Championnats d’Europe, alors que les médailles de la Coupe d'Europe par équipes ne le sont pas. Après une période au rythme irrégulier, la fréquence quadriennale s'est stabilisée depuis l'inclusion au sein des Championnats d'Europe. Ces derniers étant organisés tous les deux ans depuis 2010, ils ne comportent pas d'épreuve de marathon, même en individuel, lors des années olympiques.
Chaque équipe nationale peut inscrire six athlètes et le score est la somme des temps des trois plus rapides. En 2018, la Coupe d’Europe de marathon devient une épreuve par équipes des Championnats d'Europe d'athlétisme, selon les mêmes modalités que la Coupe.
La Coupe du monde de marathon, dont la première édition date de 1985, a un format identique.

## Éditions
| N° | Année | Ville hôte           | Date                   |
| -- | ----- | -------------------- | ---------------------- |
| 1  | 1981  | Agen ( France)       | 13 septembre           |
| 2  | 1983  | Laredo ( Espagne)    | 19 juin                |
| 3  | 1985  | Rome ( Italie)       |                        |
| 4  | 1988  | Huy ( Belgique)      |                        |
| 5  | 1994  | Helsinki ( Finlande) | 7 et 14 août           |
| 6  | 1998  | Budapest ( Hongrie)  | 22 et 23 août          |
| 7  | 2002  | Munich ( Allemagne)  | 10 et 11 août          |
| 8  | 2006  | Göteborg ( Suède)    | 12 et 13 août          |
| 9  | 2010  | Barcelone ( Espagne) | 31 juillet et 1er août |
| 10 | 2014  | Zurich ( Suisse)     | 16 et 17 août          |
| 11 | 2018  | Berlin ( Allemagne)  | 12 août                |

## Podiums
Devant chaque athlète, est mentionné son classement individuel.

### Hommes
| Années | Or                                                                                          | Argent                                                                                           | Bronze                                                                                   |
| ------ | ------------------------------------------------------------------------------------------- | ------------------------------------------------------------------------------------------------ | ---------------------------------------------------------------------------------------- |
| 1981   | Italie (30 pts) 1. Massimo Magnani 8. Giampaolo Messina 9. Gianni Poli 12. Armando Scozzari | Union soviétique (72 pts) 7. Anatoli Arjukow                                                     | Pologne (80 pts) 4. Ryszard Marczak                                                      |
| 1983   | Allemagne de l'Est 22 pts 1. Waldemar Cierpinski 2. Jürgen Eberding                         | Italie 28 pts 3. Gianni Poli 4. Marco Marchei 8. Giampaolo Messina 13. Antonio Erotavo           | Espagne 45 pts                                                                           |
| 1985   | Allemagne de l'Est 32 pts 1. Michael Heilmann 3. Jörg Peter 11. Jürgen Eberding             | France 36 pts 2. Jacques Lefrand 6. Alexandre Gonzales 8. Jean-Yves Madelon                      | Italie 38 pts 4. Alessio Faustini 7. Gelindo Bordin 13. Aldo Fantoni 14. Loris Pimazzoni |
| 1988   | Union soviétique 31 pts 1. Ravil Kashapov 4. Nikolay Tabak                                  | France 54 pts 3. Alain Lazare 5. Alexandre Gonzales                                              | Belgique 66 pts 8. Dirk Vanderherten                                                     |
| 1994   | Espagne 1. Martín Fiz 2. Diego García 3. Alberto Juzdado                                    | Portugal 6. Antonio Rodrigues 7. Manuel Matias 9. António Pinto                                  | France 10. Dominique Chauvelier 11. Noureddine Sobhi 18. Bruno Le Stum                   |
| 1998   | Italie 1. Stefano Baldini 2. Danilo Goffi 3. Vincenzo Modica                                | Espagne 4. Julio Rey 5. Alejandro Gómez 6. Antoni Peña                                           | Portugal 9. João Lopes 10. António Salvador 15. Paulo Catarino                           |
| 2002   | Espagne 3. Julio Rey 5. Alberto Juzdado 6. Alejandro Gómez                                  | Italie 4. Daniele Caimmi 10. Migidio Bourifa 12. Alberico Di Cecco                               | Portugal 23. José Santos 27. Manuel Pita 29. António Sousa                               |
| 2006   | Italie 1. Stefano Baldini 5. Francesco Ingargiola 11. Danilo Goffi                          | Portugal 8. Alberto Chaíça 10. Luís Jesus 15. Hélder Ornelas                                     | Russie 6. Dmitriy Semyonov 13. Dmitriy Burmakin 17. Grigoriy Andreyev                    |
| 2010   | Espagne 2. José Manuel Martínez 5. Pablo Villalobos 6. Rafael Iglesias                      | Russie 3. Dmitriy Safronov 9. Aleksey Sokolov 15. Oleg Kulkov                                    | Italie 4. Ruggero Pertile 7. Migidio Bourifa 11. Ottaviano Andriani                      |
| 2014   | Russie 3. Aleksey Reunkov 11. Stepan Kiselev 21. Sergey Rybin                               | France 6. Abdellatif Meftah 13. Jean-Domascene Habarurema 15. Benjamin Malaty                    | Suisse 5. Viktor Röthlin 9. Tadesse Abraham 23. Christian Kreienbûhl                     |
| 2018   | Italie 3. Yassine Rachik 5. Eyob Faniel 12. Stefano La Rosa                                 | Espagne 4. Javier Guerra 6. Jesus España 16. Camilo Santiago 22. Petro Nimo 34. Iraitz Arrospide | Autriche 8. Lemawork Ketema 10. Peter Herzog 41. Christian Steinhammer                   |

### Femmes
| Années | Or | Argent                                                                              | Bronze                                                                                             |
| ------ | --- | ----------------------------------------------------------------------------------- | -------------------------------------------------------------------------------------------------- |
| 1985   | Allemagne de l'Est 1. Katrin Dörre 2. Gabriele Martins 3. Birgit Weinhold                                | Italie 6. Laura Fogli 7. Emma Scaunich 9. Rita Marchisio                            | Union soviétique 4. Nadezhda Usmanova 8. Yekaterina Khramenkova 10. Valentina Ustinova             |
| 1988   | Union soviétique (14 pts) 2. Raisa Smekhnova 3. Zoya Ivanova 4. Yekaterina Khramenkova 5. Yelena Tsukhlo | France (52 pts) 6. Maria Lelut 7. Françoise Bonnet                                  | Allemagne de l'Est (54 pts) 1. Katrin Dörre 9. Annette Fincke 10. Jeanette Hain 34. Birgit Stephan |
| 1994   | Italie 2. Maria Curatolo 4. Ornella Ferrara 8. Rosanna Munerotto                                         | Roumanie 3. Adriana Barbu 5. Anuta Catuna 10. Lidia Simon                           | France 15. Marie-Hélène Ohier 16. Maryse Le Gallo 18. Isabelle Guillot                             |
| 1998   | Russie 2. Madina Biktagirova 7. Lyubov Morgunova 8. Yelena Razdrogina                                    | Italie 3. Maura Viceconte 4. Franca Fiacconi 19. Gigliola Borghini                  | Allemagne 10. Claudia Dreher 11. Sonja Oberem 15. Gigliola Borghini                                |
| 2002   | Allemagne 2. Luminita Zaituc 3. Sonja Oberem 8. Ulrike Maisch                                            | Russie 13. Irina Timofeyeva 14. Tatyana Zolotaryova-Ivanova 16. Lidiya Vasilevskaya | Seulement deux équipes inscrites                                                                   |
| 2006   | Italie 5. Bruna Genovese 7. Deborah Toniolo 8. Giovanna Volpato                                          | Russie 3. Irina Permitina 6. Alevtina Biktimirova 12. Nailya Yulamanova             | Allemagne 1. Ulrike Maisch 11. Claudia Dreher 14. Susanne Hahn                                     |
| 2010   | Russie 2. Nailya Yulamanova 9. Irina Timofeyeva 11. Silviya Skvortsova                                   | Italie 3. Anna Incerti 8. Rosaria Console 10. Deborah Toniolo                       | Royaume-Uni 14. Michelle Ross-Cope 16. Susan Partridge 20. Holly Rush                              |
| 2014   | Italie 2. Valeria Straneo 6. Anna Incerti 12. Nadia Ejjafini                                             | Portugal 3. Jessica Augusto 15. Filomena Costa 20. Marisa Barros                    | Russie 11. Natalya Puchkova 17. Albina Mayorova 23. Gulnara Vygovskaya                             |
| 2018   | Biélorussie Volha Mazuronak Maryna Damantsevich Nastassia Ivanova Nina Savina Iryna Somava               | Italie Sara Dossena Catherine Bertone Fatna Maraoui Laura Gotti                     | Espagne Trihas Gebre Maria Azucena Diaz Elena Loyo Marta Galimany Clara Simal                      |